# Toernich
Pour l’article ayant un titre homophone, voir Thörnich.
Toernich (prononcé /tœʁ.niʃ/, en luxembourgeois Ternech ou Täernech, en allemand Törnich, en wallon Tournich) est une section de la ville belge d’Arlon située en Région wallonne dans la province de Luxembourg.
C’était une commune à part entière avant la fusion des communes de 1977.

## Géographie
|  | Schoppach | Sesselich |
|  | Toernich  | Weyler    |
|  | Udange    | Wolkrange |

### Géologie
Le sous-sol est essentiellement composé d'argile dans la partie est du village et de sable à l'ouest.

### Cours d'eau
La localité est traversée par deux ruisseaux qui y prennent leur source : le Brück et l'Odebaach.

## Évolution démographique
- Source: DGS, 1831 à 1970=recensements population, 1976= habitants au 31 décembre

## Patrimoine et culture

### Patrimoine architectural
- L’église Saint-Denis.
- Un calvaire classé.
- Le château du Bois d'Arlon, hors du village, à l'ouest.

## Sport et vie associative

### Sport
Toernich possède un cercle sportif créé en 1969 grâce à l'initiative d'Arsène Muller et de Juliano Marinelli.

## Personnalités
- Louis Didier (1927 - ?), boxeur belge, est né à Toernich[1].
- Cédric Bavay, (1978- nos jours), nageur professionnel, a vécu à Toernich[1].

- Mickaël Erpelding (1981 - nos jours), acteur et comédien belge, a fait ses premiers pas au théâtre à Toernich[1].